# Chlorophyllum rhacodes
Chlorophyllum rhacodes, también conocida con el nombre común de apagador menor, es una especie de hongo basidiomiceto de la familia Agaricaceae, que habita tanto en bosques de coníferas como de frondosas. El cuerpo fructífero aflora en verano y otoño. La seta de este hongo es comestible, cocinada. El epíteto específico rhacodes significa "aspecto andrajoso".

## Descripción
La seta, o cuerpo fructífero, de este hongo presenta un sombrero que puede alcanzar los 15 centímetros de diámetro, y es de color claro y cubierto de escamas fibrosas grisáceas, muy características en esta especie. En ejemplares jóvenes, el sombrero tiene forma casi esférica, dando a la seta un aspecto de maza; más tarde el sombrero se extiende, adquiriendo una forma aplanada. Aunque mantiene un mamelón central, a menudo no es apreciable por las numerosas escamas. Las láminas son libres y apretadas, de color blanco al principio, y algo más parduscas a la vejez y más oscuras aún en el borde. El pie es liso y de color claro, oscureciéndose en ejemplares viejos. Tiene una altura de hasta 15 centímetros y es más ancho en la base, formando un bulbo en la zona de contacto con el sustrato. Posee anillo, blanco, a menudo suelto y fácil de desplazar. La esporada es blanca. Su carne es blanca, blanda y de sabor y olor agradables, y se tiñe de color amarillento poco tiempo después de ser cortada.